# ドミニカ共和国の人物一覧
ドミニカ共和国の人物一覧（ドミニカきょうわこくのじんぶついちらん）
ドミニカ共和国の人物の一覧。

## 政治家
- ドミニカ共和国の大統領

## スポーツ選手
- マティ・アルー:メジャーリーガー
- モイゼス・アルー:メジャーリーガー
- アントニオ・アルフォンセカ:メジャーリーガー
- ビッド・オルティーズ:メジャーリーガー
- ルイス・カスティーヨ:メジャーリーガー
- ホアン・グズマン:プロボクサー
- ブラディミール・ゲレーロ:メジャーリーガー
- バートロ・コロン:メジャーリーガー
- フェリックス・サンチェス:ハードル選手
- サミー・ソーサ:メジャーリーガー
- アルフォンソ・ソリアーノ:メジャーリーガー
- ミゲル・テハダ:メジャーリーガー
- マキシモ・ネルソン:野球選手
- サビエル・バティスタ:野球選手
- トニー・バティスタ:野球選手
- トニー・フェルナンデス:野球選手
- トニ・ブランコ:野球選手
- ホセ・フェルナンデス:野球選手
- ポルフィリオ・ルビロサ:フォーミュラ1ドライバー
- ドミンゴ・グスマン:野球選手
- ドミンゴ・マルティネス:野球選手
- メアリー・ジョー・フェルナンデス:テニス選手
- アルバート・プホルス:メジャーリーガー
- フリオ・フランコ:野球選手
- ウィリー・モー・ペーニャ:野球選手
- エイドリアン・ベルトレ:メジャーリーガー
- エンジェル・ベロア:メジャーリーガー
- ペドロ・マルティネス:メジャーリーガー
- アレハンドロ・メヒア:野球選手
- エマイリン・モンティージャ:野球選手
- マニー・ラミレス:メジャーリーガー
- ホセ・レイエス:メジャーリーガー
- デラクルス・デペニャ・ベタニア:バレーボール選手
- ブライアン・ロドリゲス:プロ野球選手
- マリアーノ・ディアス:サッカー選手

## その他
- アメリア・ベガ：モデル・歌手